# أناتولي سولوفيوف
أناتولي ياكافليفيتش سولوفيوف (بالروسية: Анатолий Яковлевич Соловьёв) (و. 1948 – م) هو طيار، ورائد فضاء من الاتحاد السوفيتي، وروسيا. ولد في ريغا.
وهو عضو في الحزب الشيوعي السوفيتي.

## ريادة الفضاء
شارك في المهمات الفضائية:
- Soyuz TM-5
- Soyuz TM-26
- Soyuz TM-4
- STS-71
- Soyuz TM-9
- Soyuz TM-15
- Soyuz TM-21.

## جوائز
حصل على جوائز منها:
- ضابط وسام جوقة الشرف
- Order For Services to the Fatherland 3rd degree
- Order of Friendship of Peoples
- Pilot-Cosmonaut of the USSR
- Order For Services to the Fatherland 2nd degree
- بطل الاتحاد السوفيتي
- وسام ثورة أكتوبر
- وسام لينين
- Medal "For Merit in Space Exploration".